# 存在主义咖啡馆
《存在主义咖啡馆：自由、存在和杏子鸡尾酒》（At the Existentialist Cafe: Freedom, Being, and Apricot Cocktails）是英国作家莎拉·贝克韦尔的一本著作，于2016年出版，涵盖了20世纪存在主义运动的哲学和历史。这本书非常准确地叙述了在二战前和两次世界大战期间出现的现代存在主义者。这本书讨论了现象学家埃德蒙德·胡塞爾的想法，他的教学如何通过本书的主人公马丁·海德格尔、让-保罗·萨特、西蒙娜·德·波伏娃，对存在主义的兴起产生了影响。书名指的是这件事情：哲学家雷蒙·阿隆在咖啡馆里，指着面前的玻璃杯，对萨特说：“你可以用这鸡尾酒来创造哲学。”
贝克韦尔的《存在主义咖啡馆》每一章聚焦于存在主义运动的一个特定哲学家或特定时期，从介绍克尔凯郭尔、尼采、陀思妥耶夫斯基和卡夫卡等早期存在主义者开始，然后进入马丁·海德格尔、埃德蒙德·胡塞爾、让-保罗·萨特、西蒙娜·德·波伏娃、阿尔贝·卡缪、卡尔·雅斯貝爾斯和莫里斯·梅洛-庞蒂的生平的和哲学。